# دیچن لاچمن
دیچن لاچمن (به انگلیسی: Dichen Lachman)(زاده ۲۲ فوریه ۱۹۸۲) بازیگر استرالیایی است.
از کارهای معروف او می‌توان به بازی در فیلم زمرد کبود، عواقب، دنیای ژوراسیک: قلمرو و درمان بد اشاره کرد.